# Vilhelm Ragnar
Vilhelm Ragnar, egentligen Wilhelm Ragnar Ragnarsson, född den 3 september 1907 i Stockholm, död där den 13 juni 1984, var en svensk arbetarförfattare.

## Biografi
Vilhelm Ragnar byggde sitt författarskap på den varierade yrkeserfarenhet han förvärvat, bland annat som byggnadsarbetare, fartygseldare, bokhandelsbiträde, pråmskeppare och scenarbetare. Han debuterade 1948 med kollektivromanen Bygget och skildrade i Inga hårda män (1950) Göteborgs hamnarbetare samt i Fyra män i en båt [1951) besättningen på en bogserbåt.  